# Nati nel 1995/Senza giorno specificato
| Questa pagina contiene informazioni ricavate automaticamente dalle voci biografiche con l'ausilio del template Bio e di un bot. L'aggiornamento è periodico e automatico e ricostruisce completamente la pagina. Se manca una persona in questa lista, sei pregato di non aggiungerla, ma accertati piuttosto che la sua voce biografica contenga il template Bio e che i dati anagrafici siano correttamente compilati. Se il template Bio manca, inseriscilo tu stesso o, in alternativa, metti l'avviso {{tmp\|Bio}} che ne segnala la mancanza. Se i dati riportati sono sbagliati, correggi direttamente la voce biografica; le modifiche saranno visibili in questa lista entro pochi giorni. Per chiarimenti vedi il progetto biografie. La lista contiene solo le 113 persone che sono citate nell'enciclopedia e per le quali è stato implementato correttamente il template Bio. Pagina aggiornata al 1 gen 2023. |

- Clifford Aboagye, calciatore ghanese
- Thomas Agyepong, calciatore ghanese
- Joseph Aidoo, calciatore ghanese
- Manuel Akanji, calciatore svizzero
- Nathan Aké, calciatore olandese
- Giulia Aprile, mezzofondista italiana
- Beatrice Arnera, attrice e cantante italiana
- Mette Asp, ex sciatrice alpina svedese
- Abraham Attobrah, calciatore ghanese
- Jordan Bardella, politico francese
- Gina Bass, velocista gambiana
- Fredrik Bauer, ex sciatore alpino svedese
- Alessandro Bellemo, calciatore italiano
- Joseph Bempah, calciatore ghanese
- Matúš Bero, calciatore slovacco
- Jonathan Betancourt, calciatore ecuadoriano
- David Blough, giocatore di football americano statunitense
- Davide Bulzamini, pallamanista italiano
- Robert Javier Burbano, calciatore ecuadoriano
- Finn Butcher, canoista neozelandese
- Roberney Caballero, calciatore cubano
- Owen Campbell, attore statunitense
- Luis Cangá, calciatore ecuadoriano
- José Cevallos Enríquez, calciatore ecuadoriano
- Aryeh Nussbaum Cohen, contraltista statunitense
- Rocco Alessio Corleto, musicista, direttore di coro e compositore italiano
- Gabriel Cortez, calciatore ecuadoriano
- Bryan Cristante, calciatore italiano
- Jhonder Cádiz, calciatore venezuelano
- Tony D'Angelo, wrestler e ex lottatore statunitense
- Matilda De Angelis, attrice italiana
- Muller Dinda, calciatore gabonese
- Joshua Dobbs, giocatore di football americano statunitense
- Annika Drazek, bobbista e ex velocista tedesca
- Slaven Dujaković, ex sciatore alpino austriaco
- Kyle Edmund, tennista britannico
- Ibán Salvador Edú, calciatore equatoguineano
- Igor Engonga, calciatore equatoguineano
- Kyōgo Furuhashi, calciatore giapponese
- Nadine Fähndrich, fondista svizzera
- José Giménez, calciatore uruguaiano
- Nuno Santos, calciatore portoghese
- Jonathan González, calciatore ecuadoriano
- Michael Grant, attore e modello statunitense
- João Graça, calciatore portoghese
- Jack Grealish, calciatore inglese
- Carlos Gruezo, calciatore ecuadoriano
- Ninon Guillon-Romarin, astista francese
- Manuel Guinard, tennista francese
- Mahmoud Hamdy, calciatore egiziano
- Dariush Hazratgholizadeh, lottatore iraniano
- Ryan Hedges, calciatore gallese
- Oliver Heldens, disc jockey e produttore discografico olandese
- Quinten Hermans, ciclista su strada e ciclocrossista belga
- Mario Hermoso, calciatore spagnolo
- Kjetil Hvammen, ex sciatore alpino norvegese
- Nicolás Jarry, tennista cileno
- Tin Jedvaj, calciatore croato
- Damian Jones, cestista statunitense
- Süleyman Karadeniz, lottatore turco
- Rick Karsdorp, calciatore olandese
- V, cantante e compositore sudcoreano
- Nick Kyrgios, tennista australiano
- Rose Lavelle, calciatrice statunitense
- Thomas Lemar, calciatore francese
- Dominik Livaković, calciatore croato
- Marcos Llorente, calciatore spagnolo
- Timothé Luwawu-Cabarrot, cestista francese
- Iván Mendes, attore brasiliano
- Kevin Mercado, calciatore ecuadoriano
- Nikola Milojević, tennista serbo
- Ben Moore, cestista statunitense
- Zión Moreno, modella e attrice statunitense
- Carlton Morris, calciatore inglese
- Giaime, rapper italiano
- Axel Méyé, calciatore gabonese
- Alois Mühlbacher, cantante austriaco
- Cameron Norrie, tennista britannico
- Kasim Nuhu, calciatore ghanese
- Ebenezer Ofori, calciatore ghanese
- Islambek Orozbekov, lottatore kirghiso
- Barnes Osei, calciatore ghanese
- Miguel Parrales, calciatore ecuadoriano
- Joe Parrish, musicista britannico
- Ellen Perez, tennista australiana
- Lorenzo Pisano, ginnasta italiano
- Adrienne Poitras, ex sciatrice alpina canadese
- Alejandro Portal, calciatore cubano
- Elier Pozo, calciatore cubano
- Stheven Robles, calciatore guatemalteco
- Gabriela Rocha, attrice brasiliana
- Yohan Rossel, pilota di rally francese
- Florian Schieder, sciatore alpino italiano
- Yung Hurn, rapper austriaco
- Sérgio Antonio Da Luiz Junior, calciatore brasiliano
- Sara Sierra, attrice spagnola
- Toni Storm, wrestler e modella neozelandese
- Rae Swette, ex sciatrice alpina canadese
- Jiří Sýkora, multiplista ceco
- Anniina, cantante finlandese
- Jasse Tuominen, calciatore finlandese
- Gunta Vaičule, velocista lettone
- Juan Pablo Varillas, tennista peruviano
- Jairo Vélez, calciatore ecuadoriano
- Mike White, giocatore di football americano statunitense
- Kofi Yeboah, calciatore ghanese
- Lara Zürcher, ex sciatrice alpina svizzera
- Luis de León, calciatore guatemalteco
- Myriam el Ghali-Lang, attrice francese
- Branco van den Boomen, calciatore olandese
- Hannah van der Westhuysen, attrice britannica
- Aníbal Álvarez, calciatore cubano
- Laslo Đere, tennista serbo